# Enytus montanus
Enytus montanus är en stekelart som först beskrevs av William Harris Ashmead 1890.  Enytus montanus ingår i släktet Enytus och familjen brokparasitsteklar. Arten är reproducerande i Sverige. Inga underarter finns listade i Catalogue of Life.